# Тримісто
Тримісто (пол. Trójmiasto — Труймясто) — назва агломерації на півночі Польщі, над Гданською затокою. До її складу входять Гданськ, Сопот та Гдиня, населення понад 1 млн. Офіційно агломерація оформлена 28 березня 2007 року.

## Розташування
Тримісто розташоване на півночі Польщі на березі Гданської затоки у Поморському воєводстві.
Міста фундатори
- Гданськ — 455 830 мешканців, площа 265 км²
- Гдиня — 248 889 жителів, площа 135 км²
- Сопот — 38 619 мешканців, площа 17,31 км²

## Населення
Загальна чисельність населення міста у складі Триміста (Гданськ + Гдиня + Сопот):
- XII.1960: 481 100 мешканців (286 900 + 150 200 + 44 000)
- XII.1970: 604 800 мешканців (365 600 + 191 500 + 47 700)
- XII.1975: 693 800 мешканців (421 000 + 221 100 + 51 700)
- XII.1980: 744 400 мешканців (456 700 + 236 400 + 51 300)
- XII.2004: 754 960 мешканців (460 524 + 253 650 + 40 785)
- XII.2006: 748 126 мешканців (456 658 + 251 844 + 39 624)
- XII.2010: 742 432 мешканців (456 967 + 247 324 + 38 141)

## Транспорт
Тримісто має добре розвинену спільну транспортну систему, окрім того, кожне місто має свою власну. Тут описані тільки загальні частини системи.
Розвиток Триміста започаткований із побудовою у 1951 році спільної для трьох міст мережі міського залізничного транспорту (електрички) — SKM (Szybka Kolej Miejska), яка об'єднала територію від Тчева до Гданська, Сопот (1953), Гдиню (1956), Реду, Румю, Вейгерово (1957).
Основа Триміста — це внутрішнє шосе. Воно починається в Гданську і проходить через Сопот, Гдиню, Румю, Реду і Вейгерово. Він складається з 2—4 смуг руху в кожному напрямку. У 1975 році була побудована об'їзна дорога з двостороннім рухом Тримісто — Белтуей (Obwodnica Trójmiejska). Вона починається в районі Прущ Гданський і перетинає західні райони Гданська до Гдині-Хильоня. Існує план будівництва нової лінії міської залізниці для сполучення PGE Арена Гданськ з Гданським аеропортом імені Леха Валенси. Лінії повинні були готові до початку чемпіонату Європи з футболу Євро-2012.

### Аеропорт
Гданське летовище імені Леха Валенси один з трьох основних міжнародних польських аеропортів. Його позиція пов'язана з добре розвиненою мережею внутрішніх і міжнародних транспортних зв'язків представлених у відповідь на зростання попиту на ділові та туристичні поїздки.